# Huangzhou
Huangzhou (en chino, 黄州; pinyin, Huángzhōu (escuchar)ⓘ) es un distrito urbano bajo la administración directa de la Prefectura Huanggang  en la Provincia de Hubei, República Popular China.  Su área es de 362 km² y su población total para 2022 superó los 500 mil habitantes. 

## Administración
Desde octubre de 2022, el Distrito Huangzhou  se divide en 9 pueblos que se administran en 5 subdistritos, 3  poblados y 1 villa.

## Toponimia y nombres
El topónimo Huangzhou [/Juáng-zhóu/] se compone de los sinogramas Huang (amarillo) y Zhou (provincia). 
Se llamó Hengshan (衡山 'montaña Heng) durante la dinastía Qin, y más tarde Xiyang (西阳) y Qi'an (齐安). En el año 535 durante la dinastía Sui se llamó Huangzhou (黄州 Provincia Huang). Después de la fundación de la Nueva China, se organizó como condado y se llamó Huanggang, según Nombres de los condados actuales (今县释名) su nombre proviene de la montaña Huanggang (黄冈山) ubicada al sur de la ciudad, a su vez, la montaña Huanggang recibe su Huang del antiguo Estado Huang  (黄国 'estado amarillo').
En 1990, se organizó como ciudad y recuperó el nombre de Huangzhou. En 1996, fue promovida a ciudad-prefectura recuperando el nombre Huanggang, y se conformaba en Huangzhou (división urbana) y Tuanfeng (división rural). La estructura administrativa de Huangzhou ha cambiado varias veces. 